# Bảng mã codon DNA và RNA
Một bảng mã codon có thể được sử dụng để dịch mã di truyền thành một chuỗi amino acid. Mã di truyền tiêu chuẩn thường được biểu diễn dưới dạng bảng mã codon RNA vì khi ribosome tổng hợp protein trong tế bào, chính RNA thông tin (mRNA) có vai trò làm khuôn tổng hợp protein. Trình tự DNA trong bộ gen quyết định chuỗi mRNA. Trong ngữ cảnh này, mã di truyền tiêu chuẩn được gọi là 'bảng dịch mã 1' bên cạnh các bảng mã khác, đồng thời có thể được biểu diễn dưới dạng bảng mã codon DNA. Ở các bảng ấy, mã codon DNA nằm trên mạch DNA có nghĩa và được sắp xếp theo chiều 5'-3'. Những bảng có mã codon khác được sử dụng tùy thuộc vào nguồn gốc của mã di truyền, ví dụ như từ hydrogenosome, nhân tế bào, lạp thể hoặc ty thể.
Trong mã di truyền và các bảng dưới đây có tổng cộng 64 codon khác nhau, chủ yếu mã hóa một amino acid cụ thể. Ba codon gồm UAG, UGA và UAA (còn được gọi là codon kết thúc), không mã hóa cho amino acid nào, thay vào đó báo hiệu giải phóng chuỗi polypeptide mới được tổng hợp từ ribosome. Ở mã di truyền chuẩn, codon AUG có thể đóng vai trò là codon mở đầu và bắt đầu dịch mã cùng các thành phần khác như yếu tố khởi đầu (initiation factor). Ở những trường hợp hiếm gặp, codon mở đầu ở mã tiêu chuẩn có thể gồm cả GUG hoặc UUG - những codon này thường lần lượt dịch mã cho valin và leucin, song khi làm codon mở đầu, chúng được dịch mã thành methionin (ở sinh vật nhân thực) hoặc formylmethionin (ở sinh vật nhân sơ).

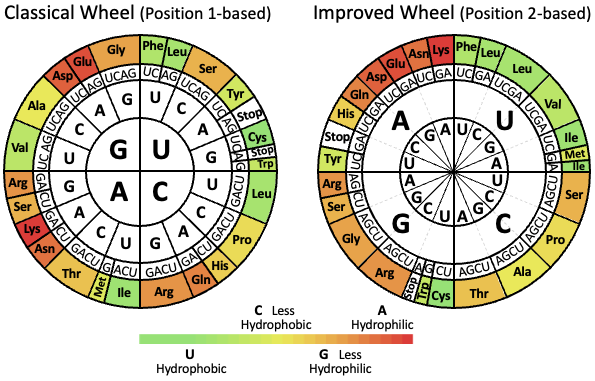
Vị trí codon thứ hai đóng vai trò quan trọng nhất để xác định tính kỵ nước của amino acid. Màu mã trong bảng: biểu thị mức độ kỵ nước dựa trên môi trường vi mô trong các protein đã gấp cuộn.

Bảng/vòng tròn cổ điển của mã di truyền chuẩn được sắp xếp tùy ý dựa trên vị trí codon thứ nhất. Sau khi quan sát từ nghiên cứu, nhà khoa học Milton H. Saier chỉ ra rằng việc tái tổ chức vòng tròn dựa trên vị trí codon số hai (và sắp xếp lại thứ tự từ UCAG sang UCGA), giúp sắp xếp các codon hiệu quả hơn dựa theo tính kỵ nước của các amino acid mà chúng mã hóa. Nghiên cứu cho thấy các ribosome nguyên thủy 'đọc' vị trí codon thứ hai cẩn thận nhất nhằm kiểm soát mô hình kỵ nước trong các chuỗi protein.
Bảng đầu tiên (hay bảng chuẩn) có thể được sử dụng để dịch các bộ ba nucleotide thành amino acid tương ứng hoặc làm tín hiệu thích hợp nếu nó là codon mở đầu hoặc codon kết thúc. Bảng thứ hai (được gọi đúng là bảng nghịch đảo) có chức năng ngược lại: nó có thể được dùng để suy luận ra bộ ba mã di truyền nếu biết trước amino acid. Vì nhiều codon khác nhau có thể mã hóa chung cho một amino acid, nên ký hiệu acid nucleic của IUPAC được cung cấp ở một số trường hợp.

## Bảng dịch mã 1

### Bảng mã codon RNA chuẩn
| Đặc tính hóa sinh của amino acid | Thể vô cực (np) | Phân cực (p) | Thể base (b) | Thể acid (a) |  | Kết thúc dịch mã: codon kết thúc * |  | Khởi đầu dịch mã: codon mở đầu tiềm năng ⇒ |

| Base thứ nhất | Base thứ hai | Base thứ hai              | Base thứ hai | Base thứ hai         | Base thứ hai | Base thứ hai              | Base thứ hai | Base thứ hai            | Base thứ ba |
| Base thứ nhất | U            | U                         | C            | C                    | A            | A                         | G            | G                       | Base thứ ba |
| ------------- | ------------ | ------------------------- | ------------ | -------------------- | ------------ | ------------------------- | ------------ | ----------------------- | ----------- |
| U             | UUU          | (Phe/F) Phenylalanin (np) | UCU          | (Ser/S) Serin (p)    | UAU          | (Tyr/Y) Tyrosin (p)       | UGU          | (Cys/C) Cystein (p)     | U           |
| U             | UUC          | (Phe/F) Phenylalanin (np) | UCC          | (Ser/S) Serin (p)    | UAC          | (Tyr/Y) Tyrosin (p)       | UGC          | (Cys/C) Cystein (p)     | C           |
| U             | UUA          | (Leu/L) Leucin (np)       | UCA          | (Ser/S) Serin (p)    | UAA          | Kết thúc (Ochre) *        | UGA          | Kết thúc (Opal) *       | A           |
| U             | UUG ⇒        | (Leu/L) Leucin (np)       | UCG          | (Ser/S) Serin (p)    | UAG          | Kết thúc (Amber) *        | UGG          | (Trp/W) Tryptophan (np) | G           |
| C             | CUU          | (Leu/L) Leucin (np)       | CCU          | (Pro/P) Prolin (np)  | CAU          | (His/H) Histidin (b)      | CGU          | (Arg/R) Arginin (b)     | U           |
| C             | CUC          | (Leu/L) Leucin (np)       | CCC          | (Pro/P) Prolin (np)  | CAC          | (His/H) Histidin (b)      | CGC          | (Arg/R) Arginin (b)     | C           |
| C             | CUA          | (Leu/L) Leucin (np)       | CCA          | (Pro/P) Prolin (np)  | CAA          | (Gln/Q) Glutamin (p)      | CGA          | (Arg/R) Arginin (b)     | A           |
| C             | CUG          | (Leu/L) Leucin (np)       | CCG          | (Pro/P) Prolin (np)  | CAG          | (Gln/Q) Glutamin (p)      | CGG          | (Arg/R) Arginin (b)     | G           |
| A             | AUU          | (Ile/I) Isoleucin (np)    | ACU          | (Thr/T) Threonin (p) | AAU          | (Asn/N) Asparagin (p)     | AGU          | (Ser/S) Serin (p)       | U           |
| A             | AUC          | (Ile/I) Isoleucin (np)    | ACC          | (Thr/T) Threonin (p) | AAC          | (Asn/N) Asparagin (p)     | AGC          | (Ser/S) Serin (p)       | C           |
| A             | AUA          | (Ile/I) Isoleucin (np)    | ACA          | (Thr/T) Threonin (p) | AAA          | (Lys/K) Lysin (b)         | AGA          | (Arg/R) Arginin (b)     | A           |
| A             | AUG ⇒        | (Met/M) Methionin (np)    | ACG          | (Thr/T) Threonin (p) | AAG          | (Lys/K) Lysin (b)         | AGG          | (Arg/R) Arginin (b)     | G           |
| G             | GUU          | (Val/V) Valin (np)        | GCU          | (Ala/A) Alanin (np)  | GAU          | (Asp/D) Acid aspartic (a) | GGU          | (Gly/G) Glycin (np)     | U           |
| G             | GUC          | (Val/V) Valin (np)        | GCC          | (Ala/A) Alanin (np)  | GAC          | (Asp/D) Acid aspartic (a) | GGC          | (Gly/G) Glycin (np)     | C           |
| G             | GUA          | (Val/V) Valin (np)        | GCA          | (Ala/A) Alanin (np)  | GAA          | (Glu/E) Acid glutamic (a) | GGA          | (Gly/G) Glycin (np)     | A           |
| G             | GUG ⇒        | (Val/V) Valin (np)        | GCG          | (Ala/A) Alanin (np)  | GAG          | (Glu/E) Acid glutamic (a) | GGG          | (Gly/G) Glycin (np)     | G           |

Như được trình bày trong bảng trên, bảng số 1 của Trung tâm Thông tin Công nghệ sinh học Quốc gia Hoa Kỳ (NCBI) bao gồm các codon mở đầu ít phổ biến hơn là GUG và UUG.

### Bảng mã codon RNA nghịch đảo
| Amino acid      | Codon RNA                    | Đã nén                  |          | Amino acid                   | Codon RNA               | Đã nén |
| Ala, A          | GCU, GCC, GCA, GCG           | GCN                     | Ile, I   | AUU, AUC, AUA                | AUH                     |        |
| Arg, R          | CGU, CGC, CGA, CGG; AGA, AGG | CGN, AGR; hoặc CGY, MGR | Leu, L   | CUU, CUC, CUA, CUG; UUA, UUG | CUN, UUR; hoặc CUY, YUR |        |
| Asn, N          | AAU, AAC                     | AAY                     | Lys, K   | AAA, AAG                     | AAR                     |        |
| Asp, D          | GAU, GAC                     | GAY                     | Met, M   | AUG                          | AUG                     |        |
| Asn hoặc Asp, B | AAU, AAC; GAU, GAC           | RAY                     | Phe, F   | UUU, UUC                     | UUY                     |        |
| Cys, C          | UGU, UGC                     | UGY                     | Pro, P   | CCU, CCC, CCA, CCG           | CCN                     |        |
| Gln, Q          | CAA, CAG                     | CAR                     | Ser, S   | UCU, UCC, UCA, UCG; AGU, AGC | UCN, AGY                |        |
| Glu, E          | GAA, GAG                     | GAR                     | Thr, T   | ACU, ACC, ACA, ACG           | ACN                     |        |
| Gln hoặc Glu, Z | CAA, CAG; GAA, GAG           | SAR                     | Trp, W   | UGG                          | UGG                     |        |
| Gly, G          | GGU, GGC, GGA, GGG           | GGN                     | Tyr, Y   | UAU, UAC                     | UAY                     |        |
| His, H          | CAU, CAC                     | CAY                     | Val, V   | GUU, GUC, GUA, GUG           | GUN                     |        |
| MỞ ĐẦU          | AUG, CUG, UUG                | HUG                     | KẾT THÚC | UAA, UGA, UAG                | URA, UAG; hoặc UGA, UAR |        |

### Bảng mã codon DNA chuẩn
| Đặc tính hóa sinh của amino acid | Thể vô cực (np) | Phân cực (p) | Thể base (b) | Thể acid (a) |  | Kết thúc dịch mã: codon kết thúc * |  | Khởi đầu dịch mã: codon mở đầu tiềm năng ⇒ |

| Base thứ nhất | Base thứ hai | Base thứ hai              | Base thứ hai | Base thứ hai         | Base thứ hai | Base thứ hai              | Base thứ hai | Base thứ hai            | Base thứ ba |
| Base thứ nhất | T            | T                         | C            | C                    | A            | A                         | G            | G                       | Base thứ ba |
| ------------- | ------------ | ------------------------- | ------------ | -------------------- | ------------ | ------------------------- | ------------ | ----------------------- | ----------- |
| T             | T            | (Phe/F) Phenylalanin (np) | TCT          | (Ser/S) Serin (p)    | TAT          | (Tyr/Y) Tyrosin (p)       | TGT          | (Cys/C) Cystein (p)     | T           |
| T             | TC           | (Phe/F) Phenylalanin (np) | TCC          | (Ser/S) Serin (p)    | TAC          | (Tyr/Y) Tyrosin (p)       | TGC          | (Cys/C) Cystein (p)     | C           |
| T             | TA           | (Leu/L) Leucin (np)       | TCA          | (Ser/S) Serin (p)    | TAA          | Kết thúc (Ochre) *        | TGA          | Kết thúc (Opal) *       | A           |
| T             | TG ⇒         | (Leu/L) Leucin (np)       | TCG          | (Ser/S) Serin (p)    | TAG          | Kết thúc (Amber) *        | TGG          | (Trp/W) Tryptophan (np) | G           |
| C             | CT           | (Leu/L) Leucin (np)       | CCT          | (Pro/P) Prolin (np)  | CAT          | (His/H) Histidin (b)      | CGT          | (Arg/R) Arginin (b)     | T           |
| C             | CTC          | (Leu/L) Leucin (np)       | CCC          | (Pro/P) Prolin (np)  | CAC          | (His/H) Histidin (b)      | CGC          | (Arg/R) Arginin (b)     | C           |
| C             | CTA          | (Leu/L) Leucin (np)       | CCA          | (Pro/P) Prolin (np)  | CAA          | (Gln/Q) Glutamin (p)      | CGA          | (Arg/R) Arginin (b)     | A           |
| C             | CTG          | (Leu/L) Leucin (np)       | CCG          | (Pro/P) Prolin (np)  | CAG          | (Gln/Q) Glutamin (p)      | CGG          | (Arg/R) Arginin (b)     | G           |
| A             | AT           | (Ile/I) Isoleucin (np)    | ACT          | (Thr/T) Threonin (p) | AAT          | (Asn/N) Asparagin (p)     | AGT          | (Ser/S) Serin (p)       | T           |
| A             | ATC          | (Ile/I) Isoleucin (np)    | ACC          | (Thr/T) Threonin (p) | AAC          | (Asn/N) Asparagin (p)     | AGC          | (Ser/S) Serin (p)       | C           |
| A             | ATA          | (Ile/I) Isoleucin (np)    | ACA          | (Thr/T) Threonin (p) | AAA          | (Lys/K) Lysin (b)         | AGA          | (Arg/R) Arginin (b)     | A           |
| A             | ATG ⇒        | (Met/M) Methionin (np)    | ACG          | (Thr/T) Threonin (p) | AAG          | (Lys/K) Lysin (b)         | AGG          | (Arg/R) Arginin (b)     | G           |
| G             | GT           | (Val/V) Valin (np)        | GCT          | (Ala/A) Alanin (np)  | GAT          | (Asp/D) Acid aspartic (a) | GGT          | (Gly/G) Glycin (np)     | T           |
| G             | GTC          | (Val/V) Valin (np)        | GCC          | (Ala/A) Alanin (np)  | GAC          | (Asp/D) Acid aspartic (a) | GGC          | (Gly/G) Glycin (np)     | C           |
| G             | GTA          | (Val/V) Valin (np)        | GCA          | (Ala/A) Alanin (np)  | GAA          | (Glu/E) Acid glutamic (a) | GGA          | (Gly/G) Glycin (np)     | A           |
| G             | GTG ⇒        | (Val/V) Valin (np)        | GCG          | (Ala/A) Alanin (np)  | GAG          | (Glu/E) Acid glutamic (a) | GGG          | (Gly/G) Glycin (np)     | G           |

### Bảng mã codon DNA nghịch đảo
| Amino acid      | Codon DNA                    | Đã nén                  |          | Amino acid                   | Codon DNA              | Đã nén |
| Ala, A          | GCT, GCC, GCA, GCG           | GCN                     | Ile, I   | AT, ATC, ATA                 | ATH                    |        |
| Arg, R          | CGT, CGC, CGA, CGG; AGA, AGG | CGN, AGR; hoặc CGY, MGR | Leu, L   | CT, CTC, CTA, CTG; TA, TG    | CTN, TR; hoặc CTY, YTR |        |
| Asn, N          | AAT, AAC                     | AAY                     | Lys, K   | AAA, AAG                     | AAR                    |        |
| Asp, D          | GAT, GAC                     | GAY                     | Met, M   | ATG                          | ATG                    |        |
| Asn hoặc Asp, B | AAT, AAC; GAT, GAC           | RAY                     | Phe, F   | T, TC                        | TY                     |        |
| Cys, C          | TGT, TGC                     | TGY                     | Pro, P   | CCT, CCC, CCA, CCG           | CCN                    |        |
| Gln, Q          | CAA, CAG                     | CAR                     | Ser, S   | TCT, TCC, TCA, TCG; AGT, AGC | TCN, AGY               |        |
| Glu, E          | GAA, GAG                     | GAR                     | Thr, T   | ACT, ACC, ACA, ACG           | ACN                    |        |
| Gln hoặc Glu, Z | CAA, CAG; GAA, GAG           | SAR                     | Trp, W   | TGG                          | TGG                    |        |
| Gly, G          | GGT, GGC, GGA, GGG           | GGN                     | Tyr, Y   | TAT, TAC                     | TAY                    |        |
| His, H          | CAT, CAC                     | CAY                     | Val, V   | GT, GTC, GTA, GTG            | GTN                    |        |
| MỞ ĐẦU          | ATG, TTG, GTG, CTG           | NTG                     | KẾT THÚC | TAA, TGA, TAG                | TRA, TAR               |        |

## Codon thay thế ở các bảng dịch mã khác
Từng có thời điểm mã di truyền được xem là phổ biến: một codon sẽ mã hóa cho cùng một amino acid bất kể đó là sinh vật gì hay nguồn gốc của nó. Tuy nhiên, giờ đây các nhà khoa học đã thống nhất rằng mã di truyền có tiến hóa, dẫn đến khác biệt trong cách codon được dịch mã, tùy thuộc vào nguồn gen. Ví dụ như vào năm 1981, các nhà khoa học phát hiện ra việc sử dụng các codon AUA, UGA, AGA và AGG trong hệ thống mã hóa ở ty thể của động vật có vú khác với mã phổ biến. Các codon kết thúc cũng có thể bị ảnh hưởng: ở động vật nguyên sinh có lông roi, các codon kết thúc phổ biến UAA và UAG mã hóa cho glutamine. Shulgina và Eddy đã phát hiện bốn mã di truyền thay thế (được đánh số 34–37) trong bộ gen của vi khuẩn, cho thấy vị trí codon có nghĩa ở vi khuẩn đã có những thay đổi đầu tiên. Bảng dưới đây trình bày các mã codon khác ấy.
| Đặc tính hóa sinh của amino acid | Thể vô cực (np) | Phân cực (p) | Thể base (b) | Thể acid (a) |  | Kết thúc dịch mã: codon kết thúc * |

| Mã                                                                      | Bảng dịch mã | Codon DNA tham gia | Codon RNA tham gia | Dịch bằng mã này | Dịch bằng mã này | Dịch bằng mã này | Dịch mã chuẩn | Ghi chú                                                                                               |
| ----------------------------------------------------------------------- | ------------ | ------------------ | ------------------ | ---------------- | ---------------- | ---------------- | ------------- | --- |
| Chuẩn                                                                   | 1            |                    |                    |                  |                  |                  |               | Gồm cả bảng dịch mã số 8 (lục lạp ở thực vật).                                                        |
| Ty thể của động vật có xương sống                                       | 2            | AGA                | AGA                | Kết thúc *       | Kết thúc *       | Kết thúc *       | Arg (R) (b)   | |
| Ty thể của động vật có xương sống                                       | 2            | AGG                | AGG                | Kết thúc *       | Kết thúc *       | Kết thúc *       | Arg (R) (b)   | |
| Ty thể của động vật có xương sống                                       | 2            | ATA                | AUA                | Met (M) (np)     | Met (M) (np)     | Met (M) (np)     | Ile (I) (np)  | |
| Ty thể của động vật có xương sống                                       | 2            | TGA                | UGA                | Trp (W) (np)     | Trp (W) (np)     | Trp (W) (np)     | Kết thúc *    | |
| Ty thể của nấm men                                                      | 3            | ATA                | AUA                | Met (M) (np)     | Met (M) (np)     | Met (M) (np)     | Ile (I) (np)  | |
| Ty thể của nấm men                                                      | 3            | CTT                | CUU                | Thr (T) (p)      | Thr (T) (p)      | Thr (T) (p)      | Leu (L) (np)  | |
| Ty thể của nấm men                                                      | 3            | CTC                | CUC                | Thr (T) (p)      | Thr (T) (p)      | Thr (T) (p)      | Leu (L) (np)  | |
| Ty thể của nấm men                                                      | 3            | CTA                | CUA                | Thr (T) (p)      | Thr (T) (p)      | Thr (T) (p)      | Leu (L) (np)  | |
| Ty thể của nấm men                                                      | 3            | CTG                | CUG                | Thr (T) (p)      | Thr (T) (p)      | Thr (T) (p)      | Leu (L) (np)  | |
| Ty thể của nấm men                                                      | 3            | TGA                | UGA                | Trp (W) (np)     | Trp (W) (np)     | Trp (W) (np)     | Kết thúc *    | |
| Ty thể của nấm men                                                      | 3            | CGA                | CGA                | không có         | không có         | không có         | Arg (R) (b)   | |
| Ty thể của nấm men                                                      | 3            | CGC                | CGC                | không có         | không có         | không có         | Arg (R) (b)   | |
| Nấm mốc, động vật nguyên sinh và ruột khoang + Mycoplasma / Spiroplasma | 4            | TGA                | UGA                | Trp (W) (np)     | Trp (W) (np)     | Trp (W) (np)     | Kết thúc *    | Gồm cả bảng dịch mã số 7 (kinetoplast).                                                               |
| Ty thể của động vật không xương sống                                    | 5            | AGA                | AGA                | Ser (S) (p)      | Ser (S) (p)      | Ser (S) (p)      | Arg (R) (b)   | |
| Ty thể của động vật không xương sống                                    | 5            | AGG                | AGG                | Ser (S) (p)      | Ser (S) (p)      | Ser (S) (p)      | Arg (R) (b)   | |
| Ty thể của động vật không xương sống                                    | 5            | ATA                | AUA                | Met (M) (np)     | Met (M) (np)     | Met (M) (np)     | Ile (I) (np)  | |
| Ty thể của động vật không xương sống                                    | 5            | TGA                | UGA                | Trp (W) (np)     | Trp (W) (np)     | Trp (W) (np)     | Kết thúc *    | |
| Nhân của nhóm trùng lông, tảo đa nhánh và trùng roi Hexamita            | 6            | TAA                | UAA                | Gln (Q) (p)      | Gln (Q) (p)      | Gln (Q) (p)      | Kết thúc *    | |
| Nhân của nhóm trùng lông, tảo đa nhánh và trùng roi Hexamita            | 6            | TAG                | UAG                | Gln (Q) (p)      | Gln (Q) (p)      | Gln (Q) (p)      | Kết thúc *    | |
| Ty thể của động vật da gai và giun dẹp                                  | 9            | AAA                | AAA                | Asn (N) (p)      | Asn (N) (p)      | Asn (N) (p)      | Lys (K) (b)   | |
| Ty thể của động vật da gai và giun dẹp                                  | 9            | AGA                | AGA                | Ser (S) (p)      | Ser (S) (p)      | Ser (S) (p)      | Arg (R) (b)   | |
| Ty thể của động vật da gai và giun dẹp                                  | 9            | AGG                | AGG                | Ser (S) (p)      | Ser (S) (p)      | Ser (S) (p)      | Arg (R) (b)   | |
| Ty thể của động vật da gai và giun dẹp                                  | 9            | TGA                | UGA                | Trp (W) (np)     | Trp (W) (np)     | Trp (W) (np)     | Kết thúc *    | |
| Nhân của trùng roi euplotid                                             | 10           | TGA                | UGA                | Cys (C) (p)      | Cys (C) (p)      | Cys (C) (p)      | Kết thúc *    | |
| Vi khuẩn, cổ khuẩn và lạp thể                                           | 11           |                    |                    |                  |                  |                  |               | Xem bảng dịch mã 1.                                                                                   |
| Nhân thay thế của nấm men                                               | 12           | CTG                | CUG                | Ser (S) (p)      | Ser (S) (p)      | Ser (S) (p)      | Leu (L) (np)  | |
| Ty thể của hải tiêu                                                     | 13           | AGA                | AGA                | Gly (G) (np)     | Gly (G) (np)     | Gly (G) (np)     | Arg (R) (b)   | |
| Ty thể của hải tiêu                                                     | 13           | AGG                | AGG                | Gly (G) (np)     | Gly (G) (np)     | Gly (G) (np)     | Arg (R) (b)   | |
| Ty thể của hải tiêu                                                     | 13           | ATA                | AUA                | Met (M) (np)     | Met (M) (np)     | Met (M) (np)     | Ile (I) (np)  | |
| Ty thể của hải tiêu                                                     | 13           | TGA                | UGA                | Trp (W) (np)     | Trp (W) (np)     | Trp (W) (np)     | Kết thúc *    | |
| Ty thể thay thế của giun dẹp                                            | 14           | AAA                | AAA                | Asn (N) (p)      | Asn (N) (p)      | Asn (N) (p)      | Lys (K) (b)   | |
| Ty thể thay thế của giun dẹp                                            | 14           | AGA                | AGA                | Ser (S) (p)      | Ser (S) (p)      | Ser (S) (p)      | Arg (R) (b)   | |
| Ty thể thay thế của giun dẹp                                            | 14           | AGG                | AGG                | Ser (S) (p)      | Ser (S) (p)      | Ser (S) (p)      | Arg (R) (b)   | |
| Ty thể thay thế của giun dẹp                                            | 14           | TAA                | UAA                | Tyr (Y) (p)      | Tyr (Y) (p)      | Tyr (Y) (p)      | Kết thúc *    | |
| Ty thể thay thế của giun dẹp                                            | 14           | TGA                | UGA                | Trp (W) (np)     | Trp (W) (np)     | Trp (W) (np)     | Kết thúc *    | |
| Nhân của trùng Blepharisma                                              | 15           | TAG                | UAG                | Gln (Q) (p)      | Gln (Q) (p)      | Gln (Q) (p)      | Kết thúc *    | Tính đến ngày 18 tháng 11 năm 2016: không có trong bản cập nhật NCBI. Tương tự như bảng dịch mã số 6. |
| Ty thể của lớp tảo lục Chlorophycea                                     | 16           | TAG                | UAG                | Leu (L) (np)     | Leu (L) (np)     | Leu (L) (np)     | Kết thúc *    | |
| Ty thể của lớp sán lá Trematode                                         | 21           | TGA                | UGA                | Trp (W) (np)     | Trp (W) (np)     | Trp (W) (np)     | Kết thúc *    | |
| Ty thể của lớp sán lá Trematode                                         | 21           | ATA                | AUA                | Met (M) (np)     | Met (M) (np)     | Met (M) (np)     | Ile (I) (np)  | |
| Ty thể của lớp sán lá Trematode                                         | 21           | AGA                | AGA                | Ser (S)          | Ser (S)          | Ser (S)          | Arg (R) (b)   | |
| Ty thể của lớp sán lá Trematode                                         | 21           | AGG                | AGG                | Ser (S) (p)      | Ser (S) (p)      | Ser (S) (p)      | Arg (R) (b)   | |
| Ty thể của lớp sán lá Trematode                                         | 21           | AAA                | AAA                | Asn (N) (p)      | Asn (N) (p)      | Asn (N) (p)      | Lys (K) (b)   | |
| Ty thể của tảo Scenedesmus obliquus                                     | 22           | TCA                | UCA                | Kết thúc *       | Kết thúc *       | Kết thúc *       | Ser (S) (p)   | |
| Ty thể của tảo Scenedesmus obliquus                                     | 22           | TAG                | UAG                | Leu (L) (np)     | Leu (L) (np)     | Leu (L) (np)     | Kết thúc *    | |
| Ty thể của nấm lỗ Thraustochytrium                                      | 23           | TTA                | UUA                | Kết thúc *       | Kết thúc *       | Kết thúc *       | Leu (L) (np)  | Tương tự như bảng dịch mã số 11.                                                                      |
| Ty thể của lớp động vật Pterobranchia                                   | 24           | AGA                | AGA                | Ser (S) (p)      | Ser (S) (p)      | Ser (S) (p)      | Arg (R) (b)   | |
| Ty thể của lớp động vật Pterobranchia                                   | 24           | AGG                | AGG                | Lys (K) (b)      | Lys (K) (b)      | Lys (K) (b)      | Arg (R) (b)   | |
| Ty thể của lớp động vật Pterobranchia                                   | 24           | TGA                | UGA                | Trp (W) (np)     | Trp (W) (np)     | Trp (W) (np)     | Kết thúc *    | |
| Nhóm SR1 và Gracilibacteria                                             | 25           | TGA                | UGA                | Gly (G) (np)     | Gly (G) (np)     | Gly (G) (np)     | Kết thúc *    | |
| Nhân của nấm Pachysolen tannophilus                                     | 26           | CTG                | CUG                | Ala (A) (np)     | Ala (A) (np)     | Ala (A) (np)     | Leu (L) (np)  | |
| Nhân của trùng Karyorelict                                              | 27           | TAA                | UAA                | Gln (Q) (p)      | Gln (Q) (p)      | Gln (Q) (p)      | Kết thúc *    | |
| Nhân của trùng Karyorelict                                              | 27           | TAG                | UAG                | Gln (Q) (p)      | Gln (Q) (p)      | Gln (Q) (p)      | Kết thúc *    | |
| Nhân của trùng Karyorelict                                              | 27           | TGA                | UGA                | Kết thúc *       | hoặc             | Trp (W) (np)     | Kết thúc *    | |
| Nhân của trùng Condylostoma                                             | 28           | TAA                | UAA                | Kết thúc *       | hoặc             | Gln (Q) (p)      | Kết thúc *    | |
| Nhân của trùng Condylostoma                                             | 28           | TAG                | UAG                | Kết thúc *       | hoặc             | Gln (Q) (p)      | Kết thúc *    | |
| Nhân của trùng Condylostoma                                             | 28           | TGA                | UGA                | Kết thúc *       | hoặc             | Trp (W) (np)     | Kết thúc *    | |
| Nhân của trùng Mesodinium                                               | 29           | TAA                | UAA                | Tyr (Y) (p)      | Tyr (Y) (p)      | Tyr (Y) (p)      | Kết thúc *    | |
| Nhân của trùng Mesodinium                                               | 29           | TAG                | UAG                | Tyr (Y) (p)      | Tyr (Y) (p)      | Tyr (Y) (p)      | Kết thúc *    | |
| Nhân của trùng Peritrich                                                | 30           | TA                 | UAA                | Glu (E) (a)      | Glu (E) (a)      | Glu (E) (a)      | Kết thúc *    | |
| Nhân của trùng Peritrich                                                | 30           | TAG                | UAG                | Glu (E) (a)      | Glu (E) (a)      | Glu (E) (a)      | Kết thúc *    | |
| Nhân của trùng Blastocrithidia                                          | 31           | TAA                | UAA                | Kết thúc *       | hoặc             | Glu (E) (a)      | Kết thúc *    | |
| Nhân của trùng Blastocrithidia                                          | 31           | TAG                | UAG                | Kết thúc *       | hoặc             | Glu (E) (a)      | Kết thúc *    | |
| Nhân của trùng Blastocrithidia                                          | 31           | TGA                | UGA                | Trp (W) (np)     | Trp (W) (np)     | Trp (W) (np)     | Kết thúc *    | |
| Ty thể của động vật họ Cephalodiscidae                                  | 33           | AGA                | AGA                | Ser (S) (p)      | Ser (S) (p)      | Ser (S) (p)      | Arg (R) (b)   | Tương tự bảng dịch mã số 24.                                                                          |
| Ty thể của động vật họ Cephalodiscidae                                  | 33           | AGG                | AGG                | Lys (K) (b)      | Lys (K) (b)      | Lys (K) (b)      | Arg (R) (b)   | Tương tự bảng dịch mã số 24.                                                                          |
| Ty thể của động vật họ Cephalodiscidae                                  | 33           | TAA                | UAA                | Tyr (Y) (p)      | Tyr (Y) (p)      | Tyr (Y) (p)      | Kết thúc *    | Tương tự bảng dịch mã số 24.                                                                          |
| Ty thể của động vật họ Cephalodiscidae                                  | 33           | TGA                | UGA                | Trp (W) (np)     | Trp (W) (np)     | Trp (W) (np)     | Kết thúc *    | Tương tự bảng dịch mã số 24.                                                                          |
| Enterosoma                                                              | 34           | AGG                | AGG                | Met (M) (np)     | Met (M) (np)     | Met (M) (np)     | Arg (R) (b)   | |
| Peptacetobacter                                                         | 35           | CGG                | CGG                | Gln (Q) (p)      | Gln (Q) (p)      | Gln (Q) (p)      | Arg (R) (b)   | |
| Anaerococcus và Onthovivens                                             | 36           | CGG                | CGG                | Trp (W) (np)     | Trp (W) (np)     | Trp (W) (np)     | Arg (R) (b)   | |
| Absconditabacteraceae                                                   | 37           | CGA                | CGA                | Trp (W) (np)     | Trp (W) (np)     | Trp (W) (np)     | Arg (R) (b)   | |
| Absconditabacteraceae                                                   | 37           | CGG                | CGG                | Trp (W) (np)     | Trp (W) (np)     | Trp (W) (np)     | Arg (R) (b)   | |
| Absconditabacteraceae                                                   | 37           | TGA                | UGA                | Gly (G) (np)     | Gly (G) (np)     | Gly (G) (np)     | Kết thúc *    | |